# 미나미사바이시촌
미나미사바이시촌(南鯖石村)은 니가타현 가리와군에 있던 촌이다. 

## 역사
- 1901년 11월 1일 - 가리와군 미나미사바이시촌이 성립하였다.
- 1957년 7월 5일 - 가시와자키시에 편입해 소멸하였다.

## 참고문헌
- 『市町村名変遷辞典』東京堂出版、1990年。